# Detlev Vett
Detlev Dietrich Vett (* 4. Oktober 1859 in Bartelsbusch; † 14. August 1927 in Ratzeburg) war ein preußischer Generalleutnant.

## Leben
Vett wurde am 12. April 1879 aus dem Kadettenkorps kommend als charakterisierter Portepeefähnrich dem 5. Brandenburgischen Infanterie-Regiment Nr. 48 der Preußischen Armee in Küstrin überweisen. Dort erhielt er am 13. November 1879 das Patent zu seinem Dienstgrad und wurde am 14. Oktober 1880 zum Sekondeleutnant befördert. Ab dem 1. Oktober 1888 fungierte er als Regimentsadjutant, wurde am 21. September 1889 Premierleutnant und absolvierte dann von Oktober 1889 bis Juli 1892 die Kriegsakademie. Nach seiner Rückkehr zu seinem Regiment stieg Vett am 16. Juni 1894 zum Hauptmann und Chef der 9. Kompanie auf. In gleicher Funktion folgte am 22. März mit Wirkung zum 1. April 1897 seine Versetzung nach Schneidemühl in das Infanterie-Regiment Nr. 149. Dort wurde Vett am 12. September 1902 Major und erhielt am 24. April 1904 seine Ernennung zum Kommandeur des II. Bataillons. Am 20. Februar 1909 folgte seine Versetzung nach Allenstein zum Stab des 1. Ermländischen Infanterie-Regiments Nr. 150. In dieser Stellung avancierte Vett zwei Monate später zum Oberstleutnant. Mit seiner Beförderung zum Oberst am 22. März 1912 ernannte man ihn zum Kommandeur des Kulmer Infanterie-Regiments Nr. 141.
Mit Ausbruch des Ersten Weltkriegs wurde Vett zum Kommandeur der 70. Reserve-Infanterie-Brigade ernannt, die der 36. Reserve-Division unterstand. Im Verbund mit dem I. Reserve-Korps nahmen Vetts Truppen zunächst an der Grenzschutzkämpfen in Ostpreußen und der Schlacht bei Gumbinnen teil. Dort wurde Vett am 19. August 1914 zum Generalmajor befördert. Daran schlossen sich die Schlachten bei Tannenberg und an den Masurischen Seen an. Im November 1914 bei der 9. Armee eingesetzt, beteiligte sich Vetts Großverband an den Kämpfen, die zur Einnahme von Gostynin und Gombin führten. In den folgenden Monaten kam die Brigade in der Schlacht bei Łowicz und an der Rawka zum Einsatz. Im Februar 1915 wurde Vett mit seinen Truppen der Armeegruppe „Gallwitz“ unterstellt und in die Gegend von Przasnysz verladen. Hier nahmen sie in den kommenden Wochen an den Kämpfen um die Stadt teil. Danach folgte Ende April bis Anfang Mai der Vorstoß nach Kurland und Litauen sowie Gefechte und Kämpfe an der unteren Dubissa. Während der Schlacht um Schaulen konnte sich seine Brigade besonders bewähren. Nach weiteren Schlachten bei Kupischki und Schimanzy-Ponedeli folgten Stellungskämpfe sowie im September/Oktober 1915 die Schlacht bei Dünaburg. Nach einer kurzen Ruhezeit wurde die Brigade ab Mitte November 1915 in den Stellungskämpfen vor Riga eingesetzt.
Am 6. September 1916 wurde Vett zum Kommandeur der neugebildeten 216. Infanterie-Division ernannt. Dieser Großverband stand in Galizien und griff zum ersten Mal in der Zweiten Schlacht an der Narajowka und Zlota-Lipa in die Kämpfe an der Ostfront ein. Für die Führungsleistung wurde Vett mit dem Roten Adlerorden II. Klasse mit Eichenlaub und Schwertern ausgezeichnet. Nach Stellungskämpfen verlegte die Division Anfang November an den Rumänischen Kriegsschauplatz. Dort kämpfte sie bei der Gruppe „Krafft“ zunächst am Roten-Turm-Pass und bei Pitesti, gefolgt von der Schlacht am Argeș. Nach der gewonnenen Schlacht nahmen seine Truppen die Verfolgung auf. Auch in der Schlacht bei Rimnicul-Sarat blieben die von Vett geführten Verbände siegreich. Hierfür erhielt er den Kronenorden II. Klasse mit Stern und Schwertern. Ende des Jahres erstürmte seine Division noch Valului und kämpfte Anfang Januar 1917 in der Schlacht an der Putna. Danach lag der Großverband bis zum Eintreten des Waffenstillstandes am 10. Dezember 1917 an der Rumänischen Front in Stellungskämpfen. Unterbrochen wurde diese Gefechtstätigkeit im August 1917, als nach einem vergeblichen Durchbruchsversuch der Russischen und Rumänischen Streitkräfte die 9. Armee zum Gegenangriff überging. In den folgenden Tagen erstürmte die Division unter Vetts Führung u. a. den Brückenkopf von Baltaretul und konnte dabei die verteidigende rumänische 5. Division zum größten Teil aufreiben. Außerdem wurden rund 3500 Gefangene eingebracht sowie 16 Geschütze und vierzig Maschinengewehre erbeutet. Für diese Leistungen wurde Vett mit dem Kreuz der Komture des Königlichen Hausordens von Hohenzollern mit Schwertern ausgezeichnet.
Im April 1918 wurde Vett mit seiner Division an die Westfront verlegt und der 4. Armee in Flandern unterstellt. Während der dortigen Stellungskämpfe folgte am 10. Juni 1916 seine Beförderung zum Generalleutnant. Als solcher konnte Vett sich im August während der Kämpfe an der Vesle und den anschließenden Rückzugsgefechten auf die Siegfriedstellung so sehr bewähren, dass ihn der Oberbefehlshaber der 7. Armee, General der Infanterie Eberhardt, zum Orden Pour le Mérite einreichte. Daraufhin wurde Vett am 4. Oktober 1918 die höchste preußische Tapferkeitsauszeichnung verliehen. Nach weiteren Rückzugskämpfen in die Hundigstellung sowie vor der Antwerpen-Maas-Stellung trat am 11. November 1918 der Waffenstillstand von Compiègne ein. Vett führte die Reste seiner Division in die Heimat zurück und fungierte nach der Demobilisierung vom 27. Januar bis zum 13. Februar 1919 als Kommandeur der 35. Division sowie vom 15. Februar bis zum 25. Juli 1919 als Kommandeur der 1. Division im Grenzschutz gegen Polen.
Auf sein Gesuch hin wurde Vett am 26. Juli 1919 zur Disposition gestellt.
Durch Verfügung des Innenministers Carl Severing vom 9. August 1920 erhielt er die Erlaubnis, seinen früheren Familiennamen „von Vett“ wieder zu führen. Nach langer schwerer Krankheit verstarb Vett 1927 in Ratzeburg.